# Тео Бейр
Тео Бейр (англ. Theo Bair, нар. 27 серпня 1999, Оттава) — канадський футболіст, нападник французького клубу «Осер» та національної збірної Канади. Виступав також за клуби «Ванкувер Вайткепс», «Сент-Джонстон» та «Мотервелл».

## Клубна кар'єра
Тео Бейр народився 1999 року в місті Оттава, та є вихованцем футбольної школи клубу «Ванкувер Вайткепс». У професійному футболі дебютував 2017 року виступами за команду MLS «Ванкувер Вайткепс», в якій грав до 2021 року, після чого керівництво клубу відправило футболіста в оренду до норвезького клубу «Гамаркамератене».
У 2022 році Тео Бейр уклав контракт з шотландським клубом «Сент-Джонстон», у складі якого грав до 2023 року. У 2023—2024 роках футболіст грав у складі іншого шотландського клубу «Мотервелл», де став одним із кращих бомбардирів команди, відзначившись 15 забитими голами в 38 проведених матчах за клуб. З 2024 року Бейр грає у складі французького клубу «Осер».

## Виступи за збірні
У 2018 році Тео Бейр залучався до складу молодіжної збірної Канади. На молодіжному рівні зіграв у 4 офіційних матчах, забив 1 гол.
У 2020 році Бейр дебютував у складі національної збірної Канади. У складі збірної був учасником розіграшу Кубка Америки 2024 року у США. Станом на листопад 2024 року зіграв у складі збірної 4 матчі, в яких відзначився 1 забитим м'ячем.